# 周啟剛
周启刚（1887年—1978年），字觉庸，男，广东南海人，中国国民党侨务领袖，曾任中国国民党第二届中央执行委员会候补执行委员。

## 生平
周启刚是广东省南海县西樵镇人。幼年就读于家馆评莲书室及崇德书院。1910年到越南西贡打工。1916年转往古巴、墨西哥、秘鲁等地，参与国民党海外党务工作，并任国民党古巴总支部常委、组织部部长兼党办《民声日报》董事，以及全古巴华侨外交协进总会会长等职。1925年，周启刚被推选为国民党古巴总支部的代表，参加中国国民党第二次全国代表大会，做大会报告，提出“成立侨务委员会”建议，获得大会通过并决定把侨务委员会直属于国民政府，被选为中央执行委员。会后留在国内参加北伐，连任国民党第三、四、五、六届中央执行委员。1932年4月16日陈树人为国民政府侨务委员会委员长，周启刚为副委员长。周启刚于1931年12月28日兼任国民党中央海外委员会主任委员；1938年4月18日至1944年4月2日，兼任国民党海外部副部长。
抗日战争爆发后，周启刚动员华侨组织救护队，到抗日前线救护伤员。周启刚兼任中华救护总队队长，兼华侨衣物赈济委员会会长。
1978年在台湾病逝。

## 家庭
父亲周荣生是“西樵藜涌乡周氏十世祖如川公第四子”，从事丝农生产，为当地丝业头面人物。母亲李雪怀是西樵太平村人。